# Grattage
Grattage is een techniek uit de beeldende kunst. Het schildersdoek wordt beschilderd met een of meerdere lagen verf, waarna het op een object wordt gelegd met een duidelijke structuur. Door over het doek te strijken (aan de achterzijde) verschijnt de structuur in de verf.
Grattage was een van de technieken die in het surrealisme werden gebruikt om via het onbewuste een kunstwerk te maken. Max Ernst was de bedenker van de techniek en maakte er gebruik van. Ook Joan Miró gebruikte de techniek, bijvoorbeeld in Le brahmane, Pantagruel en enkele andere werken uit 1978.

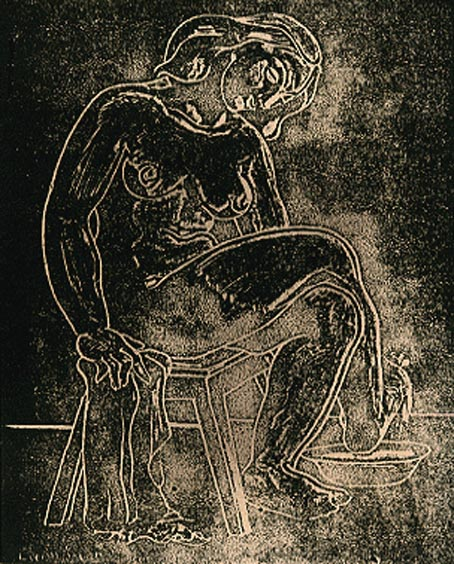
Vrouw maakt haar toilet. Grattage techniek op een monochrome ondergrond.

## Andere betekenis
De term grattage wordt ook gebruikt voor een type tekening, vooral gemaakt door kinderen, maar ook door volwassenen. Dik tekenpapier wordt eerst volledig bedekt met verschillende kleuren oliepastel of waskrijt. De kleuren worden willekeurig aangebracht. Vervolgens wordt het geheel bedekt door een meestal zwarte dekverf, die op de vette onderlaag houdt. Na het drogen van de verf wordt met een scherp voorwerp, zoals een satéprikker, een tekening in de zwarte verf gemaakt, waardoor de onderliggende kleuren zichtbaar worden. De tekenaar is daarbij waarschijnlijk vergeten waar de kleuren precies waren aangebracht zodat ook bij deze het toeval of het onbewuste een rol speelt.